# U19-Europamästerskapet i fotboll för damer
U19-Europamästerskapet i fotboll för damer hade premiär 1998, och var en U18-turnering innan reglerna ändrades inför säsongen 2001/2002. Turneringen är även kvalificerande för U20-världsmästerskapet i fotboll.

## Resultat
Finaler.
| År   | Värdnation           | Final                                                   | Final                                                   | Final                                                   | Match om tredjepris                                     | Match om tredjepris                                     | Match om tredjepris                                     |                                                         |
| År   | Värdnation           | Vinnare                                                 | Resultat                                                | Tvåa                                                    | Trea                                                    | Resultat                                                | Fyra                                                    |                                                         |
| ---- | -------------------- | ------------------------------------------------------- | ------------------------------------------------------- | ------------------------------------------------------- | ------------------------------------------------------- | ------------------------------------------------------- | ------------------------------------------------------- | ------------------------------------------------------- |
| U18  |                      |                                                         |                                                         |                                                         |                                                         |                                                         |                                                         |                                                         |
| 1998 | Dubbelmöte i finalen | Danmark                                                 | 2 – 0 2 – 3                                             | Frankrike                                               | Tyskland · Sverige                                      | Match om tredjepris spelades ej.                        | Match om tredjepris spelades ej.                        |                                                         |
| 1999 | Sverige              | Sverige                                                 | Gruppspel                                               | Tyskland                                                | Italien                                                 | Gruppspel                                               | Norge                                                   |                                                         |
| 2000 | Frankrike            | Tyskland                                                | 4 – 2                                                   | Spanien                                                 | Sverige                                                 | Gruppspel                                               | Frankrike                                               |                                                         |
| 2001 | Norge                | Tyskland                                                | 3 – 2                                                   | Norge                                                   | Danmark                                                 | 1 – 0                                                   | Spanien                                                 |                                                         |
| U19  |                      |                                                         |                                                         |                                                         |                                                         |                                                         |                                                         |                                                         |
| 2002 | Sverige              | Tyskland                                                | 3 – 1                                                   | Frankrike                                               | Danmark · England                                       | Match om tredjepris spelades ej.                        | Match om tredjepris spelades ej.                        |                                                         |
| 2003 | Tyskland             | Frankrike                                               | 2 – 0                                                   | Norge                                                   | England · Sverige                                       | Match om tredjepris spelades ej.                        | Match om tredjepris spelades ej.                        |                                                         |
| 2004 | Finland              | Spanien                                                 | 2 – 1                                                   | Tyskland                                                | Italien · Ryssland                                      | Match om tredjepris spelades ej.                        | Match om tredjepris spelades ej.                        |                                                         |
| 2005 | Ungern               | Ryssland                                                | 0000 2 – 2 (e.f.) 000 (6 – 5 str.)                      | Frankrike                                               | Finland · Tyskland                                      | Match om tredjepris spelades ej.                        | Match om tredjepris spelades ej.                        |                                                         |
| 2006 | Schweiz              | Tyskland                                                | 3 – 0                                                   | Frankrike                                               | Danmark · Ryssland                                      | Match om tredjepris spelades ej.                        | Match om tredjepris spelades ej.                        |                                                         |
| 2007 | Island               | Tyskland                                                | 0000 2 – 0 (e.f.)                                       | England                                                 | Frankrike · Norge                                       | Match om tredjepris spelades ej.                        | Match om tredjepris spelades ej.                        |                                                         |
| 2008 | Frankrike            | Italien                                                 | 1 – 0                                                   | Norge                                                   | Tyskland · Sverige                                      | Match om tredjepris spelades ej.                        | Match om tredjepris spelades ej.                        |                                                         |
| 2009 | Belarus              | England                                                 | 2 – 0                                                   | Sverige                                                 | Frankrike · Schweiz                                     | Match om tredjepris spelades ej.                        | Match om tredjepris spelades ej.                        |                                                         |
| 2010 | Makedonien           | Frankrike                                               | 2 – 1                                                   | England                                                 | Tyskland · Nederländerna                                | Match om tredjepris spelades ej.                        | Match om tredjepris spelades ej.                        |                                                         |
| 2011 | Italien              | Tyskland                                                | 8 – 1                                                   | Norge                                                   | Italien · Schweiz                                       | Match om tredjepris spelades ej.                        | Match om tredjepris spelades ej.                        |                                                         |
| 2012 | Turkiet              | Sverige                                                 | 0000 1 – 0 (e.f.)                                       | Spanien                                                 | Danmark · Portugal                                      | Match om tredjepris spelades ej.                        | Match om tredjepris spelades ej.                        |                                                         |
| 2013 | Wales                | Frankrike                                               | 0000 2 – 0 (e.f.)                                       | England                                                 | Finland · Tyskland                                      | Match om tredjepris spelades ej.                        | Match om tredjepris spelades ej.                        |                                                         |
| 2014 | Norge                | Nederländerna                                           | 1 – 0                                                   | Spanien                                                 | Norge · Irland                                          | Match om tredjepris spelades ej.                        | Match om tredjepris spelades ej.                        |                                                         |
| 2015 | Israel               | Sverige                                                 | 3 – 1                                                   | Spanien                                                 | Frankrike · Tyskland                                    | Match om tredjepris spelades ej.                        | Match om tredjepris spelades ej.                        |                                                         |
| 2016 | Slovakien            | Frankrike                                               | 2 – 1                                                   | Spanien                                                 | Nederländerna · Schweiz                                 | Match om tredjepris spelades ej.                        | Match om tredjepris spelades ej.                        |                                                         |
| 2017 | Nordirland           | Spanien                                                 | 3 – 2                                                   | Frankrike                                               | Nederländerna · Tyskland                                | Match om tredjepris spelades ej.                        | Match om tredjepris spelades ej.                        |                                                         |
| 2018 | Schweiz              | Spanien                                                 | 1 – 0                                                   | Tyskland                                                | Danmark · Norge                                         | Match om tredjepris spelades ej.                        | Match om tredjepris spelades ej.                        |                                                         |
| 2019 | Skottland            | Frankrike                                               | 2 – 1                                                   | Tyskland                                                | Spanien · Nederländerna                                 | Match om tredjepris spelades ej.                        | Match om tredjepris spelades ej.                        |                                                         |
| 2020 | Georgien             | Mästerskapet ställdes in på grund av covid-19-pandemin. | Mästerskapet ställdes in på grund av covid-19-pandemin. | Mästerskapet ställdes in på grund av covid-19-pandemin. | Mästerskapet ställdes in på grund av covid-19-pandemin. | Mästerskapet ställdes in på grund av covid-19-pandemin. | Mästerskapet ställdes in på grund av covid-19-pandemin. | Mästerskapet ställdes in på grund av covid-19-pandemin. |
| 2021 | Belarus              | Mästerskapet ställdes in på grund av covid-19-pandemin. | Mästerskapet ställdes in på grund av covid-19-pandemin. | Mästerskapet ställdes in på grund av covid-19-pandemin. | Mästerskapet ställdes in på grund av covid-19-pandemin. | Mästerskapet ställdes in på grund av covid-19-pandemin. | Mästerskapet ställdes in på grund av covid-19-pandemin. | Mästerskapet ställdes in på grund av covid-19-pandemin. |
| 2022 | Tjeckien             | Spanien                                                 | 2 – 1                                                   | Norge                                                   | Frankrike · Sverige                                     | Match om tredjepris spelades ej.                        | Match om tredjepris spelades ej.                        |                                                         |
| 2023 | Belgien              | Spanien                                                 | 0000 0 – 0 (e.f.) 000 (3 – 2 str.)                      | Tyskland                                                | Frankrike · Nederländerna                               | Match om tredjepris spelades ej.                        | Match om tredjepris spelades ej.                        |                                                         |
| 2024 | Litauen              | Spanien                                                 | 2 – 1 (e.f.)                                            | Nederländerna                                           | England · Frankrike                                     | Match om tredjepris spelades ej.                        | Match om tredjepris spelades ej.                        |                                                         |
| 2025 | Polen                |                                                         | –                                                       |                                                         |                                                         | Match om tredjepris spelades ej.                        | Match om tredjepris spelades ej.                        |                                                         |